# Đốt sống cổ
Ở động vật có xương sống, đốt sống cổ là đốt sống của cổ, ngay dưới xương sọ.
Đốt sống ngực ở tất cả các loài động vật có vú cũng là những đốt sống chống đỡ một cặp xương sườn, và nằm phía đuôi đốt sống cổ. Hơn nữa dọc theo đuôi đốt sống thắt lưng, mà thuộc về phần thân, nhưng không chống đỡ xương sườn. Trong loài bò sát, tất cả các đốt sống thân cây chống đỡ xương sườn và được gọi là đốt sống lưng.
Ở nhiều loài, mặc dù không phải ở động vật có vú, nhưng đốt sống cổ có xương sườn. Trong nhiều nhóm loài khác, chẳng hạn như thằn lằn và khủng long hông thằn lằn, xương sườn cổ lớn; ở chim, chúng nhỏ và hoàn toàn hợp nhất với đốt sống. Các mấu ngang đốt sống của động vật có vú tương đồng với các xương cổ của các động vật có màng ối khác. Hầu hết động vật có vú có 7 đốt sống cổ.
Ở người, đốt sống cổ là đốt sống nhỏ nhất của đốt sống thực, và có thể dễ dàng phân biệt với vùng ngực hoặc vùng thắt lưng bởi sự xuất hiện của một lỗ xương (lỗ) trong mỗi mấu ngang, thông qua động mạch đốt sống, tĩnh mạch đốt sống và hạch cổ đi qua.
Phần còn lại của bài viết này tập trung vào giải phẫu người.

## Chức năng
Sự chuyển động của thao tác gật đầu diễn ra chủ yếu thông qua động tác gập và kéo giãn tại khớp chẩm-đốt đội giữa đốt đội và xương chẩm. Tuy nhiên, cột sống cổ là tương đối di động, và một số thành phần của chuyển động này là do sự gập và kéo giãn cột sống chính nó. Sự chuyển động này giữa khớp đội và xương chẩm thường được gọi là "khớp tar lời có", do bản chất của nó có thể di chuyển đầu theo kiểu lên xuống.
Chuyển động lắc hoặc xoay đầu trái và phải xảy ra gần như hoàn toàn tại khớp giữa khớp đội và đốt sống trục, khớp đốt đội-trục. Một lượng nhỏ sự quay của cột sống tự nó góp phần vào chuyển động. Chuyển động này giữa khớp đội và trục thường được gọi là "khớp trả lời không", do bản chất của nó là có thể xoay đầu theo kiểu song song.